# Чернояров, Николай Андреевич
Чернояров Николай Андреевич (10 декабря 1899 года, д. Русиново, Смоленская губерния — ?) — участник Великой Отечественной войны, гвардии полковник, командующий бронетанковых и механизированных войск 24-й, 38-й, 40-й, 32-й армии.

## Биография
Николай Андреевич родился 10 декабря 1899 года в деревне Русиново Юхновского уезда Смоленской губернии.

### Гражданская война
24 января 1919 года добровольцем вступил в ряды Красной Армии, попал в 4-й отдельный стрелковый батальон войск железнодорожной обороны. Через полгода переведён в 43-й отдельный стрелковый батальон 13-го Астраханского стрелкового полка. После окончания 8-х Астраханских пехотно-пулемётных курсов комсостава РККА с сентября 1920 по ноябрь 1921 года был назначен командиром пулемётного взвода, затем с апреля 1922 года командиром роты и начальником пулемётной команды 199-го стрелкового полка в Уфе.

### Межвоенное время
В июле 1922 года был назначен начальником пулемётной команды 2-го Симбирского стрелкового полка 1-й Казанской стрелковой дивизии. После обучения на курсах усовершенствования командного состава «Выстрел» с сентября 1924 года, был назначен командиром пулемётной роты 3-го стрелкового полка 1-й Казанской дивизии, а затем с октября 1927 года командиром батальона.
После окончания курсов технического усовершенствования начальствующего состава при Военно-технической академии с августа 1931 года был назначен командиром танкового батальона Северо-Кавказского ВО. 
С октября 1931 года назначен помощником начальника Зерноградских автотракторных мастерских по хозяйственной части (1-й танковый батальон). 
С апреля 1932 года преподавал автобронетанковое дело на кавказских курсах усовершенствования командного состава в городе Новочеркасск.
В 1934 году заочно обучался в Военной академии им. М.В. Фрунзе. 16 августа 1938 года получил звание полковника. 
С апреля 1941 года был командиром 147-го отдельного танкового полка 103-й мотострелковой дивизии города Ворошиловск.

### Участие в Великой Отечественной войне
Участвовал в Смоленском сражении. С августа 1941 года был назначен командиром 206-го отдельного танкового полка, в составе которого участвовал в Ельнинской операции, в начале октября принял командование 688-м мотострелковым полком 103-й мотострелковой дивизии. Близ деревни Ельня и деревни Деньково по Волоколамскому шоссе провёл с полком ряд успешных боёв. 
С 23 октября 1941 года был назначен заместителем командира 23-й танковой бригады 16-й армии, в составе которой участвовал в Московской битве. 
С 11 декабря 1941 года назначен командиром 17-й отдельной танковой бригады 16-й армии. 20 декабря 1941 года участвовал в Клинско-Солнечногорской операции. Под командованием генерал-майора М.Е. Катукова преследовал противника от станции Снегири до станции Волоколамск, затем успешно вёл бои близ станций Шаховская и Середа. Командиром данной бригады был до 24 апреля 1942 года.
С августа 1942 года был назначен заместителем командующего 24-й армии по танковым войскам. В составе войск Донского и Сталинградского фронтов участвовал в Сталинградской битве, в Курской битве. 
С сентября 1943 года был назначен заместителем командира 3-го гвардейского танкового корпуса 1-го Украинского фронта. Участвовал в битве за Днепр. 
С декабря 1943 года был назначен командующим бронетанковыми и механизированными войсками 38-й армии. Участвовал в Житомирско-Бердичевской операции. 
С января 1944 года стал командующим бронетанковыми и механизированными войсками 40-й армии 1-го Украинского фронта, а с апреля - 32-й армии Карельского фронта. Участвовал в Свирско-Петрозаводской операции.

### После войны
С августа 1945 года был назначен заместителем командира 1-го танкового корпуса польского войска. В ноябре 1945 года отозван в Москву. 
С января 1946 года назначен заместителем командира 34-й гвардейской механизированной дивизии Одесского военного округа. 
С сентября 1947 года стал заместителем командира по бронетанковым войскам 27-го стрелкового корпуса Прикарпатского военного округа.
В январе 1955 года был уволен в запас.

## Награды
- Орден Красной Звезды — 14.02.1943[7];
- Медаль «За оборону Москвы» — 01.05.1944;
- Орден Красного Знамени — 25.08.1944;
- Орден Красного Знамени — 03.11.1944;
- Медаль «За оборону Сталинграда» — 22.12.1944;
- Орден Ленина — 21.02.1945;
- Медаль «За победу над Германией в Великой Отечественной войне 1941—1945 гг.» — 09.05.1945;
- Орден Красного Знамени — 29.06.1945;
- Орден Красного Знамени — 20.06.1949[11].